# Slag in de Baai van Bergen
De Slag in de Baai van Bergen was een zeeslag tussen een Nederlandse handelsvloot en een Engels flottielje van oorlogsschepen op 12 augustus 1665, tijdens de Tweede Engels-Nederlandse Oorlog. De slag vond plaats in de baai Vågen, de natuurlijke haven van de Noorse stad Bergen. Noorwegen was destijds deel van het Koninkrijk Denemarken en Noorwegen, dat neutraal was in de oorlog.
Wegens een vertraging in de orders kozen de Noorse bevelhebbers de kant van de Nederlanders, in strijd met de geheime bedoelingen van de Deense koning. De slag eindigde met de nederlaag van de Engelse vloot, die zich terugtrok, zwaar beschadigd maar zonder schepen verloren te hebben. De kostbare handelsvloot werd zeventien dagen na de slag opgehaald door een Nederlands eskader van oorlogsbodems onder luitenant-admiraal De Ruyter.

## Aanloop

### Aankomst in Bergen
De Nederlandse koopvaardijvloot bestond uit ongeveer zestig schepen. Ongeveer zeven daarvan waren grote en zwaarbewapende schepen van de Vereenigde Oostindische Compagnie onder bevel van admiraal Pieter de Bitter, die uit Oost-Indië terugkeerden. Tweemaal per jaar zond de VOC een retourvloot terug naar Nederland. Deze was op eerste kerstdag 1664 vertrokken en had een van de rijkste vrachten ooit aan boord. De vloot was beladen met vele luxegoederen, typisch voor de "rijke handel": specerijen, waaronder 4 miljoen kati peper, 440.000 pond kruidnagel, 314.000 pond nootmuskaat, 121.600 pond foelie en ongeveer een half miljoen pond kaneel; 18.000 pond ebbenhout; 8690 catti zijde en ongeveer 200.000 andere stukken textiel; 22.000 pond indigo; anderhalf miljoen pond salpeter, 18.151 parels; 2.933 robijnen, 3.084 ruwe diamanten en 16.580 stuks porselein, een totale waarde van ongeveer elf miljoen gulden of drie miljoen Deense rijksdaalders, meer dan de totale jaarlijkse opbrengsten van de Deense kroon. De Nederlanders hadden 36 ton goud betaald om deze lading te kopen en hoopten het voor een veelvoud daarvan te verkopen. Teneinde de Engelse vloot te omzeilen die sinds de Slag bij Lowestoft het Engelse Kanaal beheerste, was de vloot om het noorden van Schotland gevaren, zodat de Nederlandse Republiek vanuit het noorden over de Noordzee bereikt kon worden. De schepen zochten in de neutrale haven van Bergen een schuilplaats in juli om te wachten op de reparatie van de Nederlandse oorlogsvloot na de nederlaag.
De Engelse marine kreeg bericht over de Nederlandse zending en stuurde snel een klein smaldeel om het konvooi te veroveren of minstens te blokkeren. De hoofdmacht van de Engelse vloot probeerde ondertussen het eskader van viceadmiraal De Ruyter te onderscheppen, van wie men wist dat hij op het punt stond uit Amerika terug te keren. Het smaldeel onder schout-bij-nacht Thomas Teddiman bestond eerst uit 22 oorlogsschepen maar was inmiddels tot veertien teruggebracht (met daarnaast de branders Bryar, Grayhound en Martin Gally), bereikte Bergen om vier uur 's middags op 11 augustus. Het doel was om de ingang van de baai te blokkeren. Het begin van de Engelse actie verliep niet bepaald voorspoedig: het vlaggenschip van Teddiman de Revenge liep aan de grond bij Kaap Nordnes en slechts met veel moeite lukte het om het schip weer vlot te krijgen. Doordat de ingang van de baai slechts ongeveer 400 meter breed was, konden de Engelsen maar zeven schepen van noord naar zuid in een lijn plaatsen: de Prudent Mary, Breda, Foresight, Bendish, Happy Return, Saphire en Pembroke. De andere schepen richtten hun kanonnen op de kustbatterijen.

### Gemiste orders
Bij Vågen lagen de vestingen van Bergenhus en Sverresborg. De vertegenwoordigers van beide vloten pleegden overleg met de Noorse vestingcommandant, Johan Caspar von Cicignon en de bevelhebber van de Noorse krachten Claus von Ahlefeldt, die voorlopig beslist buiten het geschil wilden blijven. Men had geruchten gehoord over een geheime overeenkomst tussen de Engelse koning Karel II van Engeland en koning Frederik III van Denemarken (Noorwegen was op dit moment in personele unie met Denemarken verenigd), maar geen concrete orders waren aangekomen. Onder het geldende verdrag mochten maximaal vijf oorlogsschepen van om het even welke natie de haven binnenlopen; Von Ahlefeldt maakte duidelijk hij niets anders zou toestaan.
In feite was er een week eerder een geheime overeenkomst gesloten tussen de Engelse gezant Gilbert Talbot en de koning van Denemarken waarbij Denemarken-Noorwegen de Engelse vloot zou toestaan om het Nederlandse konvooi aan te vallen. De buit zou tussen de twee koningen worden gedeeld, ondanks dat de Deense koning officieel de bondgenoot van de Nederlanders was. De koning verzond een order naar von Ahlefeldt dat hij tegen de Engelse aanval zou moeten protesteren, maar geen actie moest ondernemen. Deze order bereikte Bergen niet op tijd. De Engelsen verzonden een order naar hun vloot om de aanval uit te stellen tot Von Ahlefeldt zijn orders had ontvangen, maar de boodschapper was onderschept door de Nederlanders. Teddiman echter was verteld dat zo'n overeenkomst in de maak was. Zowel de Engelse als de Deense koning hoopten persoonlijk de hand te kunnen leggen op het merendeel van de buit zonder het geld in hun officiële nationale schatkisten te laten vloeien. Karel had Lord Sandwich in een persoonlijke geheime bijeenkomst opdracht gegeven om dit te arrangeren. Lord Sandwich stuurde daarom zijn neef en naamgenoot, de hoveling en avonturier Edward Montagu (1635-1665) mee met Teddiman om er zeker van te zijn dat dit volgens plan werd uitgevoerd. Teddiman had orders om zo snel en krachtig mogelijk te handelen om de Engelse hoofdvloot buiten de strijd te houden, want dat zou de noodzakelijke geheimhouding compromitteren.

### Vooravond van de slag
Teddiman stuurde deze Montagu naar Bergen om de aanval met de Denen te coördineren, maar tot zijn grote teleurstelling weigerden de Deense bevelhebbers dus om samen te werken. Om 4 uur 's nachts kwam Montagu terug maar onmiddellijk werd hij weer teruggestuurd door Teddiman, nu om de vestingen met geweld te dreigen indien zij halsstarrig zouden blijven weigeren. Montagu blufte dat de Engelse vloot 2000 kanonnen telde en 6000 man, maar dat maakte weinig indruk: iedereen kon zien dat hij de ware grootte ongeveer drie keer overdreef. Hij werd nog minder ernstig genomen toen hij de Orde van de Kousenband aanbood in ruil voor samenwerking. Toen hij voor de tweede keer werd geweigerd, maakte Montagu een kleine omweg en liet zijn boot langs de Nederlandse vloot varen om hun voorbereidingen te inspecteren. De Nederlanders eerbiedigden de neutraliteit van de haven, speelden het Wilhelmus en groetten Montagu drie keer met los kruit. Zijn scheepje groette terug.
Ondertussen was de stad in oproer aangezien Engelse zeelieden haar waren binnengegaan om de bevolking te intimideren. Vele burgers sloegen op de vlucht. De Bitter riep haastig zijn Nederlandse bemanningen terug door de kerkklokken te laten luiden, wat even duurde want: 
ons meeste volck was noch aen landt, en droomden van geen swarigheidt, overmits hun de wijn en het bier de herssenen vrolyck maeckten.
 Omdat de meesten van deze koopvaardijmatrozen weinig ervaring hadden met vechten - en velen zelfs niet werkelijk Nederlands waren - stak hij hun een hart onder de riem door drie maanden extra wedde in het vooruitzicht te stellen - in het geval van een overwinning. Dergelijke beloften waren juridisch bindend onder Nederlandse recht en het nieuws werd dan ook begroet met groot enthousiasme. Toen hij zijn toespraak beëindigde door te vragen: 
Heb je moedt den vijant tegenstandt te bieden of niet?
, was het antwoord van het 'zeevolk' - volgens de Nederlandse verslagen: 
Ja mijn Heer! Wij sullen vroomelijck vechten tot dat wy den vyandt hebben overwonnen of willen liever sterven, dan soo rijcken schat, en oock ons, aen de Engelschen over te geven!
De meeste Nederlandse schepen lagen achter in de baai; op ongeveer 300 meter van de Engelsen plaatste de Bitter van noord naar zuid zijn schepen Slot Hooningen, Catherina, zijn vlaggenschip Walcheren, de Phoenix en de Rijzende Zon. Duizenden zeelieden werden van de lichtere schepen overgeplaatst om de vestingen te versterken.

## Verloop

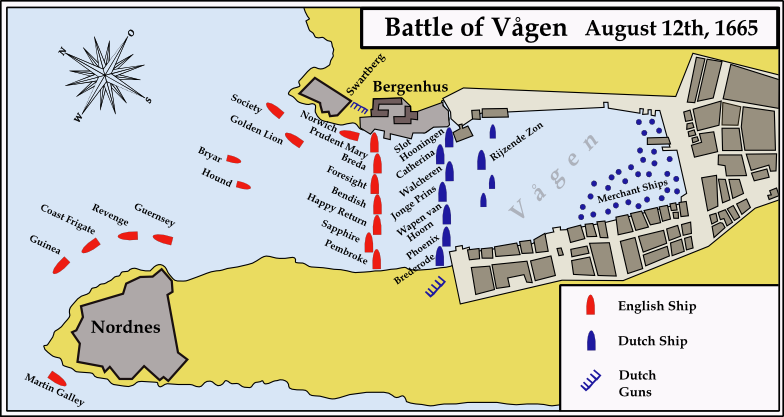
Plattegrond van de zeeslag

's Morgens vroeg sloegen de Engelsen op hun trommels en klonken hun trompetten en de Nederlanders wisten dat de vijandigheden spoedig zouden beginnen. Hun bemanningen ontblootten hun hoofden voor een kort gebed en bemanden dan haastig de kanonnen.

Toen het geweld losbarstte om zes uur 's morgens op 12 augustus lagen de beide vloten slechts enkele honderden meters van elkaar. Teddiman zag af van het gebruik van branders om geen kostbare lading in gevaar te brengen. Hij had ook geen voordeel van de wind en kon dus geen directe aanval uitvoeren. De Nederlanders hadden hun acht zwaarste schepen zo geplaatst zodat zij de volle laag aan de Engelsen konden geven; de meeste kleinere kanonnen op het bovendek, de steenstukken, waren naar de zijde van de vijand verplaatst aangezien manoeuvreren hoe dan ook onmogelijk zou zijn. De Engelse vloot lag aan de lij en had zo een beter elevatie, maar de Engelse kanonniers overcompenseerden zodat hun geschut meestal letterlijk te kort schoot. Felle windvlagen uit het zuiden met regen bliezen de kruitwalm van de Engelse kanonnen terug naar de schepen, zodat het zicht slecht was en men niet goed zag dat de Nederlandse schepen nauwelijks werden geraakt. Omdat de stad Bergen enigszins naar het zuiden in de baai uitsteekt, moesten de meest noordelijke Engelse schepen vlak langs de stad schieten om de Nederlanders te raken. Een Engels schot landde in de vesting en doodde daar vier mensen. De commandant hees daarop de bloedvlag en opende het vuur op de Engelse schepen. De Engelse vloot die in totaal ongeveer 600 kanonnen en 2000 mannen telde, was op papier veel sterker dan het Noorse geschut dat slechts uit 125 kanonnen bestond. De Engelse schepen in de blokkadelijn konden het vuur echter niet beantwoorden. Daarnaast speelde een rol dat de Engelse schepen, slechts fregatten, niet in staat waren zoveel schade te overleven als de grote Nederlandse koopvaarders terwijl de Nederlanders ook nog een zekere overmacht in vuurkracht hadden. Teddiman had gehoopt het Nederlandse moreel snel te breken zodat ze hun tegenstand zouden opgeven, maar maakte de fout de actie niet af te breken toen dat niet gebeurde. Drie uur lang werden de blokkerende schepen onder moordend vuur genomen: 
dit was geen slaen, gelijck ordinaer in zee geschiet, maer wel een afgrijsselijck moorden.
 De Nederlanders dachten dat ze na drie uur de ankerkabels doorschoten zodat de Engelse schepen wegdreven; in feite waren de bemanningen daarvan in paniek geraakt na het sneuvelen van de meeste officieren en hadden ze die zelf gekapt. Sommige schepen bleven verward en dreigden vanwege het gewicht van hun gebroken masten te kapseizen, zodat zij onder vuur hun ankers opnieuw moesten uitbrengen om het tuig te kappen. Om tien uur 's morgens zagen de Engelsen zich gedwongen terug te trekken naar Herdla.
De Engelsen telden 500 slachtoffers. Andrew Marvell schreef in zijn lange ironische gedicht over de "Nederlandse Oorlog":
Six Captains bravely were shot,

And Mountagu, though drest like any bride,

Aboard the Admiral, was reacht, and died
Met dat "reacht" zinspeelde Marvell op het feit dat Teddiman zijn vlaggenschip niet in de blokkerende lijn had geplaatst, hoewel het veruit het krachtigste schip was waarover hij kon beschikken.
In de biografie van John Wilmot, 2e graaf van Rochester wordt verteld dat Edward Montagu, Rochester en George Windham een sterk voorgevoel van een naderende dood hadden. Zij maakten een pact dat wie het eerst zou omkomen aan de anderen in de gedaante van een geest zou verschijnen. Op een moment, laat in de slag, begon George plotseling te bibberen. Edward omhelsde hem om hem te troosten en toen werden allebei gedood door dezelfde kanonskogel.
Het Nederlandse konvooi leed wat schade aan hun schepen, vooral de Catherina, een schip van de Middellandse Zeevloot, en had 25 doden en zeventig gewonden. Acht mensen stierven in de vesting, en nog eens tien burgers stierven in de stad.

## Nasleep

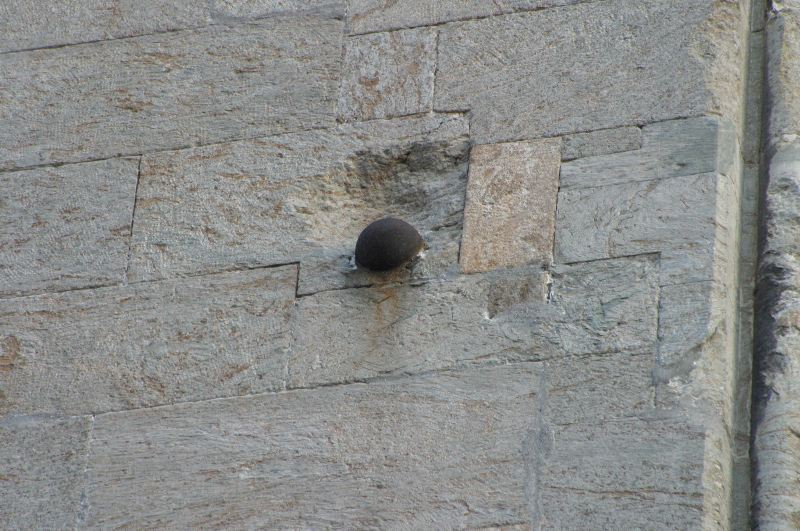
De kanonskogel in de muur van de kathedraal van Bergen

De orders van Denemarken bereikten Ahlefeldt vier dagen later, op 16 augustus. Met de Nederlandse koopvaardijschepen nog in Bergen, reisde Ahlefeldt de volgende dag naar de Engelse vloot in Herdla om de verstoorde relatie weer te herstellen. Hij bood ze aan dat ze opnieuw en zonder bemoeienis van de vesting aan mochten vallen. Het aanbod werd verworpen: Teddiman wist dat hij niet op tijd klaar kon zijn voordat de Engelse of de Nederlandse hoofdvloot ter plaatse zou zijn. In de dagen hierna versterkten de Nederlanders hun positie aanzienlijk: een ketting werd geplaatst in de ingang van de baai en hun zeelieden verbeterden de vestingwerken. Aangezien de wind naar het noorden draaide verwachtten zij een directe aanval van Teddiman, maar de Britse schout-bij-nacht beperkte zich tot het observeren van de haven, iets wat hem ervan overtuigde dat de Denen dubbel spel speelden: hij dacht dat al die mannen in de vestingen Deense soldaten waren, waarvan hij het aantal op tienduizend schatte. Op 19 augustus kwam een Nederlandse hulpvloot van negentig schepen onder luitenant-admiraal De Ruyter aan, die de Engelse hoofdvloot had weten te ontwijken en op 23 augustus verliet de Nederlandse koopvaardijvloot de haven en keerde uiteindelijk grotendeels veilig in de Nederlandse Republiek terug. Sommige schepen werden verspreid door een storm en twee VOC-retourschepen werden veroverd door de Engelsen, de Slot Hooningen en de Phoenix, waarvan de laatste tijdens de Tocht naar Chatham weer terugveroverd werd.
Voor de Engelsen - en met name de Engelse koning - was de ontsnapping van de Nederlandse Oost-Indische retourvloot een enorme slag: hij kon deze oorlog slechts financieren door deze vangst. Maar de klap werd enigszins verzacht door de vangst van de twee VOC-schepen. Lord Sandwich werd beschuldigd van de mislukking en viel in ongenade. Hij meende dat hij door de Deense koning was bedrogen, zoals Samuel Pepys in zijn dagboek vermeldt op 18 september: 
"Wat my Lord vooral verwondert, en wat hij de Deen verwijt, is dat deze stommeling, die zoveel schulden heeft bij de Hollander en nu een schat in handen had die vele malen meer waard was dan zijn hele koninkrijk waard is niet deze gelegenheid benut heeft om met de Hollander te breken, waarmee hij zijn schuld had kunnen betalen op een wijze die niemand hem kwalijk had genomen en een schat in handen had kunnen krijgen groter dan er ooit in de wereld bij elkaar gezien is".
In februari 1666 zou de Deense koning Engeland de oorlog verklaren, overigens na ontvangst van enkele grote Nederlandse "subsidies". Pieter de Bitter ontving een gouden ereketting van de Staten-Generaal.
Vandaag de dag heeft de kathedraal van Bergen een kanonskogel van de slag ingebed in de muur van zijn toren. Twee houten figuren, voorstellend het hoofd van een leeuw en van een eenhoorn, die ooit deel uitmaakten van een wapenschild op een van de Engelse schepen worden bewaard in het zeevaartsmuseum van Bergen.